# Gabriella Tucci
Gabriella Tucci (Roma, 4 de agosto de 1929-ibíd., 11 de julio de 2020) fue una soprano operística italiana.

## Biografía
Nacida en Roma, Tucci se formó en la Academia Nacional de Santa Cecilia con Leonardo Filoni, con quien años más tarde contrajo matrimonio. Debutó en la ciudad de Spoleto en el papel de Leonora en la ópera La forza del destino junto con Beniamino Gigli en 1951. Luego participó en el famoso renacimiento de la Medea de Cherubini interpretando el papel de Glauce con María Callas en Florencia en 1953.
Debutó en el teatro La Scala de Milán en 1959 interpretando a Mimi en La bohème. El año siguiente debutó en la Royal Opera House de Londres en Aida y en la Metropolitan Opera en el papel principal de Madama Butterfly. En este último teatro se presentó hasta 1972, interpretando otros papeles como Eurídice, Desdémona y Donna Elvira.
Tucci también actuó en Viena, Berlín, Nueva York y Buenos Aires. Viajó con la Ópera de la Scala a Moscú y Tokio, actuaciones que han sido documentadas en grabaciones en vivo. Cantante versátil y actriz consumada, abordó una amplia gama de papeles. Solamente realizó dos grabaciones comerciales, Pagliacci en 1959 e Il trovatore en 1964.

### Fallecimiento
Falleció en su natal Roma el 11 de julio de 2020 a los noventa años.